# تحليل إنشائي
التحليل الإنشائي هو تحديد آثار الأحمال على البنى الفيزيائية (الهياكل) وعناصرها. تتضمن البنى الخاضعة لهذا النوع من التحليل كل ما يجب أن يتحمل أحمالًا، كالمباني والجسور والمركبات والأثاث والملابس وطبقات التربة والأطراف الصناعية والنسج الحيوية. يستخدم التحليل البنيوي مجالات الميكانيك التطبيقي وعلم المواد والرياضيات التطبيقية لحساب تشوهات بنية ما والقوى الداخلية والإجهادات وردود فعل المساند والتسارعات والاستقرار. تُستخدم نتائج التحليل لتأكيد صلاحية بنية للاستعمال، دون الحاجة غالبًا إلى اختبارات فيزيائية. لذا يعتبر التحليل البنيوي جزءًا مهمًّا من هندسة تصميم الهياكل.

## البنى والأحمال
يشير مصطلح البنية إلى جسم أو منظومة أجزاء متصلة تستخدم لإسناد حِملٍ ما. الأمثلة المهمة في مجال الهندسة المدنية تتضمن المباني والجسور والأبراج، والأمثلة في فروع أخرى من الهندسة، كالسفن وهياكل الطيارات والدبابات وأوعية الضغط والأنظمة الميكانيكية وهياكل أبراج الكهرباء كلها مهمة. لتصميم هيكل ما، على المهندس أن يأخذ في الحسبان كلًّا من السلامة والجماليات وصلاحيته للخدمة، مع أخذ القيود البيئية والاقتصادية بعين الاعتبار. تعمل فروع أخرى من الهندسة على تشكيلة واسعة من البنى غير المستخدمة في الأبنية.

### تصنيف البنى
المنظومة البنيوية هي مجموعة من العناصر البنيوية وموادها. من المهم لمهندس البنى أن يتمكن من تصنيف البنية حسب شكلها أو وظيفتها، من خلال التعرف إلى العناصر المختلفة المكونة لتلك البنية. العناصر البنيوية التي توجه القوى المنظومة الداخلية في المواد ليست فقط من أمثال القضبان الواصلة والجوائز والهياكل والأعمدة؛ لكنها تشمل أيضًا الكابلات والأقواس (القناطر) والتجاويف والقنوات وحتى الزوايا والبنى السطحية والإطارات.

### الأحمال
بمجرد تحديد متطلبات الأبعاد لبنية ما، يصبح من الضروري تحديد الأحمال التي يجب على البنية تحملها. لذا يبدأ التصميم البنيوي بتحديد الأحمال المؤثرة على البنية. الحمل التصميمي لبنية ما موصوف عادةً في قوانين البناء (كودات البناء). هناك نوعان من الكودات: كودات البناء العامة وكودات التصميم، على المهندسين الإيفاء بجميع متطلبات الكودات لتبقى البنية موثوقة.
هناك نوعان من الأحمال تتطرق لها الهندسة البنيوية في التصميم. النوع الأول من الأحمال هو الأحمال الميتة التي تتكون من أوزان قضبان البناء المختلفة وأوزان كل الأشياء المرتبطة بالبناء بشكل دائم. كالأعمدة والجوائز وقضبان التسليح والبلاطات والأسقف والجدران والنوافذ والصرف الصحي والتجهيزات الكهربائية وملحقات متعددة أخرى. النوع الثاني من الأحمال هو الأحمال الحية التي تختلف في الشدة ومكان التأثير. هناك العديد من الأنواع المختلفة للأحمال الحية كأحمال الأبنية وأحمال جسور الطرق السريعة وأحمال السكك الحديدية وأحمال الصدم وأحمال الرياح وأحمال الثلج وأحمال الاهتزازات الأرضية وأحمال طبيعية أخرى.

## الطرق التحليلية
ينبغي على المهندس الإنشائي لإجراء تحليل دقيق أن يحدد معلومات مثل الأحمال البنيوية والشكل الهندسي وشروط المساند وخواص المواد. تتضمن نتائج هذه الدراسة عادةً ردود الأفعال في المساند والإجهادات والإزاحات. تقارَن هذه المعلومات بعد ذلك بمعايير تحدد الشروط الحدية للانهيار. قد يتطرق التحليل المتقدم للبنى إلى رد الفعل الديناميكي (الحركي) والاستقرار والسلوك اللاخطي. هناك ثلاث طرق أو مقاربات للتحليل: طريقة ميكانيك المواد (يدعى أيضًا مقاومة المواد)، وطريقة نظرية المرونة (وهي في الحقيقة حالة خاصة لحقل ميكانيك المتصل أو ميكانيك الأوساط المستمرة الأكثر شمولًا)، وطريقة العناصر المنتهية. تستفيد أول اثنتين من المعادلات التحليلية التي تطبق أبسط النماذج المرنة خطيًّا، ما يؤدي إلى حلول رياضية مغلقة، ويمكن حلها عادةً باليد. طريقة العناصر المنتهية هي في الواقع طريقة عددية لحل المعادلات التفاضلية الناتجة عن نظريات في الميكانيك كنظرية المرونة ومقاومة المواد. ولكن، تعتمد طريقة العناصر المنتهية بشدة على قدرة معالجة الكمبيوترات ولها قابلية تطبيق أكبر في حالة البنى ذات الأحجام والتعقيدات الاعتباطية.
بغض النظر عن الطريقة، تشكيل المسألة مبني على العلاقات الثلاث الرئيسية نفسها: علاقة التوازن والعلاقة البنيوية والعلاقة التوافقية. تكون الحلول تقريبية في حال كون أيًا من هذه العلاقات معالجًا بشكل تقريبي فقط، أو مبنيًّا على تقريب للواقع.

### حدود التطبيق
لكل طريقة حدود تطبيق جديرة بالذكر. تطبيق طريقة ميكانيك المواد محدود بالعناصر البنيوية البسيطة جدًّا الخاضعة لشروط تحميل بسيطة نسبيًّا. لكن العناصر البنيوية وشروط التحميل هذه كافية لحل العديد من المسائل الهندسية المفيدة. تسمح نظرية المرونة بحل العناصر البنيوية ذات الأشكال العامة الخاضعة لشروط تحميل عامة، بالمبدأ. لكن الحل التحليلي محدود بحالات بسيطة نسبيًّا. يتطلب حل مسائل المرونة أيضًا حل منظومة معادلات تفاضلية، ما هو أعقد رياضيًّا بكثير من حل مسائل ميكانيك المواد، التي تتطلب بالحد الأقصى حل معادلات تفاضلية عادية. ربما تكون طريقة العناصر المنتهية الأكثر محدودية والأكثر فائدةً بنفس الوقت. تعتمد هذه الطريقة بحد ذاتها على نظريات بنيوية أخرى (كالاثنتين المناقشتين هنا) لحل المعادلات. لكنها بكل الأحوال تجعل هذه المعادلات قابلةً للحل بشكل عام، حتى في البنى الهندسية وشروط التحميل المعقدة جدًّا، مع عقبة وجود خطأ عددي ما دائمًا. يتطلب الاستخدام الفعال والموثوق لهذه الطريقة فهمًا عميقًا لمحدودياتها.

## طرق مقاومة المواد (الطرق الكلاسيكية)
أبسط الطرق الثلاث المناقشة هنا، تتوافر طريقة ميكانيك المواد للقضبان الهيكلية البسيطة الخاضعة لأحمال محددة كالقضبان المحملة محوريًّا والجوائز ثابتة المقطع في حالة الانحناء الصافي، والمحاور الدائرية الخاضعة لعزوم الفتل. يمكن للحلول تحت شروط معينة أن تُجمع حسب مبدأ التراكب (مبدأ التحصيل الخطي) لدراسة قضيب خاضع للتحميل المشترك. توجد حلول لحالات خاصة للبنى الشائعة مثل أوعية الضغط رقيقة الجدران.

## طرق المرونة
تتوافر طرق المرونة بشكل عام للمواد الصلبة المرنة بكل أشكالها. يمكن نمذجة العناصر المفردة كالجوائز والأعمدة والمحاور والصفائح والأغطية المفرغة. الحلول مشتقة من معادلات المرونة الخطية. معادلات المرونة هي منظومة من 15 معادلة تفاضلية جزئية. بسبب طبيعة الرياضيات المستخدمة، يمكن إنتاج حلول تحليلية للأشكال الهندسية البسيطة نسبيًّا فقط. للأشكال المعقدة، من الضروري استخدام حل عددي كطريقة العناصر المنتهية.

## طرق تستخدم التقريب العددي
من الشائع استخدام حلول تقريبية للمعادلات التفاضلية كأساس للتحليل البنيوي. يتم هذا عادةً باستخدام تقنيات التقريب العددي. أكثر طرق التقريب العددي استخدامًا في التحليل البنيوي هي طريقة العناصر المنتهية.
تعامل طريقة العناصر المنتهية البنية كمجموعة عناصر أو مكونات ذات أشكال ارتباط متعددة بين بعضها البعض ولكل عنصر منها صلابة خاصة به. لذا ينمذَج نظام مستمر كصفيحة مصمتة أو عنصر مفرغ على أنه نظام متقطع بعدد منتهٍ من العناصر المتصلة بين بعضها في عددٍ منتهٍ من العقد والصلابة الكلية هي نتيجة جمع صلابات كل من العناصر المتنوعة. يوصف سلوك العنصر الواحد من خلال علاقة صلابة العنصر (أو مرونته). يؤدي تجميع الصلابات المتنوعة في مصفوفة صلابة رئيسية تمثل المنظومة كاملةً إلى إيجاد علاقة صلابة المنظومة أو مرونتها. لإيجاد صلابة (أو مرونة) عنصر معين، يمكننا استخدام طريقة ميكانيك المواد للقضبان البسيطة وحيدة البعد، وطريقة المرونة للعناصر الأكثر تعقيدًا ثنائية أو ثلاثية الأبعاد. من المستحسن الوصول إلى الحلول التحليلية والحسابية من خلال وسائل جبر المصفوفات وحل المعادلات التفاضلية الجزئية.
كانت التطبيقات المبكرة لطرق المصفوفات تطبق على الإطارات الهيكلية المركبة التي تحتوي على عناصر جوائز وأعمدة وهياكل؛ الطرق اللاحقة والأكثر تقدمًا، والمعروفة باسم «دراسة العناصر المنتهية»، تنمذج بنية كاملة بعناصر وحيدة وثنائية وثلاثية البعد ويمكن استخدامها للأنظمة المركبة بالإضافة إلى الأنظمة المستمرة كوعاء الضغط والصفائح والأغطية المفرغة والمواد الصلبة ثلاثية الأبعاد. تستخدم البرمجيات الحاسوبية التجارية للتحليل البنيوي تحليلَ عناصر منتهية مصفوفيًّا، يمكن تصنيفه إلى مقاربتين أو طريقتين رئيسيتين: طريقة الإزاحة أو الصلابة وطريقة القوى أو المرونة. طريقة الصلابة هي الأكثر شيوعًا بكثير بسبب سهولة تطبيقها بالإضافة إلى تشكيلها للتطبيقات المتقدمة. تكنولوجيا العناصر المنتهية الآن متطورة بما يكفي للتعامل مع أي منظومة تقريبًا بشرط توافر القدرة الحاسوبية الكافية. تشمل تطبيقاتها التحليل الخطي واللاخطي وتفاعلات المواد الصلبة والموائع والمواد الأيزوتروبية (متجانسة الخصائص حسب الاتجاه) والأورثوتروبية (المتجانسة وفق ثلاثة محاور) والأنيزوتروبية (المتجانسة في جميع الاتجاهات) والآثار الخارجية الستاتيكية والديناميكية والعوامل البيئية. لكن هذا لا يعني أن الحل المحسوب سيكون موثوقًا تلقائيًّا؛ لأن الكثير يعتمد على النموذج ووثوقية المعطيات المدخلة.